# Zaplanina
Zaplanina is een plaats in Slovenië en maakt deel uit van de gemeente Vransko in de NUTS-3-regio Savinjska. De plaats telde 78 inwoners op 1 januari 2020.